# Музей історії Овруччини
Музей історії Овруччини — краєзнавчий, історичний та етнографічний музей Овруча Овруцької міської громади Коростенського району Житомирської області. Заснований у 1975 році.

## Історія
Музей засновано в 1975 році як Овруцький історико-краєзнавчий при Овруцькому районному будинку культури. Від 1978 — народний. Музей функціонував на громадських засадах. Членами музейної ради були К. Шумило (голова), С. Бондаренко, Ф. Меламед. У 1980-х фонд становив 2,5 тисячі експонатів. Музей відвідували делегації з Білорусі, Польщі, Чехословаччини. Проводили виставки творів народних майстрів (вишивки, килимів, виробів з лози та дерева), дитячих малюнків. У середині 1990-х рр. музей припинив діяльність.
Відновлений у 2013 році з сучасною назвою. Відтоді був підпорядкований районному, від 2018 — міським відділам культури.

## Експозиція
З часу створення розміщувався в двох залах, фонд становив понад тисячу експонатів, зібраних у дев'яти розділах. Серед них — знаряддя праці первісних людей, архівні документи, рідкісні фотографії, монети, колекція корисних копалин. Демонстрували зразки основної продукції, яку виробляли підприємства району.
Після відновлення експозиція у трьох залах міського будинку культури розкриває культуру та історію краю, починаючи від періоду палеоліту. Серед унікальних експонатів — знаряддя праці первісних людей, давньоруський меч XII—XIII століть, козацький пістоль та порохівниця кінця XVIII століття.
Представлені документи репресованих земляків, листи остарбайтерів, вивезених до Німеччини під час Другої світової війни, особисті речі людей, що покинули свої домівки після аварії на ЧАЕС, фотографії овручан, які брали участь у Революції Гідності та російсько-українській війні.
Близько 100 творів — ескізи, етюди, пейзажні замальовки Полісся, портрети батьків і земляків — подарував музею член спілки художників СРСР А. Костюченко.
В етнографічному відділі експонуються предмети побуту поліщуків, зокрема традиційний одяг і взуття, ткані та вишиті рушники, дерев'яні вироби народних майстрів. Відтворено інтер'єр сільської хати XIX століття «Поліська світлиця».

## Керівники музею
- 1980-і рр. — І. Булуй
- 1990-і рр. — О. Овадчук
- До 21.11.2019 — Волик Неля Галіївна
- 2019—2023 — Чіпак Ярослав Миколайович
- З 06.01.2023 — Заєць Аліна Вікторівна